# 日本圧延工業
日本圧延工業株式会社（にほんあつえんこうぎょう、英: Nihon Atsuen Kogyo K.K.）は、滋賀県東近江市に本社を置く、アルミニウムおよびアルミニウム合金の圧延品・加工品を製造・販売する企業である。  主に連続鋳造によりアルミニウムを圧延し、自動車部品やチューブ、エアゾール缶などに用いられる加工素材を供給している。  2024年（令和6年）時点では販路拡大や再生原料の活用によって収益が増加傾向にあると業界紙が報じている。

## 沿革
- 1935年 - アルミニウム板製造販売の目的を以って兵庫県伊丹市に創立。資本金25万円[1]。
- 1960年 - アルミニウムスラグ製造設備新設、製造販売開始[1]。
- 1985年 - 滋賀工場完成、アルミニウム板及びコイル、アルミニウム合金板及びコイルの製造販売開始[1]。
- 1992年 - 鍛造用アルミニウム合金スラグの製造販売開始[1]。
- 1999年 - 加工品工場竣工[1]。
- 2001年 - 滋賀工場ISO14001認証取得[1]。
- 2002年 - 工機工場竣工[1]。
- 2004年 - ISO9001認証取得[1]。
- 2016年 - 川島グループ参入、滋賀工場を本社に移行[5]。
- 2021年 - 近畿経済産業局より「事業継続力強化計画」の認定を受ける[6]。
- 2024年 - 「国土強靭化貢献団体認証（レジリエンス認証）・事業継続および社会貢献」取得[7]。

## 事業内容
日本圧延工業株式会社は、以下の事業を主力としている。
- アルミニウム及びアルミニウム合金の製造
- アルミニウムおよびその合金を用いた加工品の製造・販売

## 主な製品・サービス
- アルミニウム圧延品
- アルミニウム合金加工品